# Duty (pel·lícula de 1914)
Duty és una pel·lícula muda dirigida per Étienne Arnaud i interpretada per Alec B. Francis i Belle Adair entre d'altres. Es va estrenar el 8 de juliol de 1914. Poc després es declararia la Primera Guerra Mundial i Arnaud seria cridat a files per lo que és la darrera pel·lícula que va rodar per als estudis Éclair.

## Argument
El Dr. Alexander és molt atent amb la seva jove esposa Isabel però ella enyora estar amb gent de la seva edat. Ell però no veu amb bons ulls la companyia d'aquell jovent i això els va distanciant dia a dia. Un dia Isabel coneix Welby, un artista del que s'enamora. La dona acaba acceptant la proposta de Welby de fugir amb ella i li escriu per dir-li on la podrà anar a buscar.
Aquella mateixa nit, porten al Dr. un nen afectat d'angines però quan vol administrar-li un antisèrum es troba que el seu germà també metge li ha pres per a un altre pacient. Per tal de salvar la vida del noi li insufla aire directament fent el boca a boca, ja que si no, no pot respirar. Demana a la seva dona que l'ajudi però ella s'hi nega. En el moment en què ella està empaquetant la bossa ell entra a la cambra i li diu que el que ha de fer li pot costar la vida i que necessita que ella hi sigui present. Ella obeeix i mentre veu com actua el seu marit sent repulsió pel que estava a punt de fer i s'enamora de nou del seu marit. El metge logra salvar la vida del noi i el retorna a casa seva.
Mentrestant, Welby ha estat esperant impacientment però Isabel li porta una carta on diu que ha renunciat a fugir amb ell. Ell decideix suïcidar-se però ella li agafa la pistola i la bala només el fereix. Isabel els demana que cridin al doctor Alexander i s'envia un missatger a la farmàcia. Però allà es troben el cosí de Welby que gelós d'Isabel fa que cridin el metge.
En arribar a l'estudi, el metge hi troba la seva dona però tot i la sorpresa inicial entra i s'asseu a escriure una recepta pel ferit. Allà troba la carta d'Isabel. Aclarit tot, el matrimoni marxa reconciliat.

## Repartiment
- Alec B. Francis (Dr. Alexander
- Belle Adair (Isabel)
- Robert Frazer (Jack Welby)
- Helen Marten